# Hitlerjunge Quex
El Joven Hitlerista Quex (en alemán: Ein Film vom Opfergeist der deutschen Jugend) es una película alemana de 1933 dirigida por Hans Steinhoff, basada en la novela de 1932, Hitlerjugend Quex. La película se exhibió en Estados Unidos con el título (Our Flag Leads Us Forward) Nuestra bandera nos impulsa hacia adelante.

## Reparto
- Jürgen Ohlsen como Heini Völker.
- Heinrich George como Vater Völker.
- Berta Drews como Mutter Völker.
- Claus Clausen como Bannführer Kaß (Líder de brigada Kass).
- Rotraut Richter como Gerda.
- Hermann Speelmans como Stoppel.
- Hans Richter como Franz.
- Ernst Behmer como Kowalski.
- Hansjoachim Büttner como Arzt (doctor).
- Franziska Kinz como Krankenschwester (enfermera).
- Rudolf Platte como Moritatensänger (cantante de carnaval).
- Reinhold Bernt como Ausrufer (barker).
- Hans Deppe como Althändler (distribuidor de muebles).
- Anna Müller-Lincke como Eine Nachbarin Völkers (vecina de Völkers).
- Karl Meixner como Wilde.
- Karl Hannemann como Lebensmittelhändler (tendero).
- Ernst Rotmund como Revierwachtmeister (sargento de escritorio).
- Hans Otto Stern como Kneipenwirt (barman).
- Hermann Braun, Heinz Trumper: apariciones mínimas, papeles terciarios.

## Banda de sonido
- "Unsere Fahne flattert uns voran" (Himno de las Juventudes Hitlerianas) (Música de Hans-Otto Borgmann, letra de Baldur von Schirach)
- Cantada varias veces por los comunistas - "La Internacional" (Escrita por Eugène Pottier y Pierre Degeyter)
- Cantada en el viaje de campamento de los comunistas y luego por una Juventud Hitleriana: "Das ist die Liebe der Matrosen" (Escrito por Werner R. Heymann y Robert Gilbert)

## Producción
Fue escrita por Bobby E. Lüthge y Karl Aloys Schenzinger, autor de la novela y producida por Karl Ritter. La película fue apoyada por el liderazgo nazi y producida por 320.000 reichsmarks bajo los auspicios de Baldur von Schirach. Este último también escribió la letra de la canción de las Juventudes Hilerianas "Unsere Fahne flattert uns voran", basada en una melodía existente de Hans-Otto Borgmann, quien también fue responsable de la música. El director fue Hans Steinhoff. Para la película, el título de la novela se modificó con el subtítulo Ein Film vom Opfergeist der deutschen Jugend (Una película sobre el espíritu de sacrificio de la juventud alemana). La película tiene una duración de 95 minutos y se estrenó el 11 de septiembre de 1933 en el Palacio Ufa-Phoebus en Múnich, y el 19 de septiembre en el Zoológico Ufa-Palast am en Berlín. Era una de las tres películas sobre mártires nazis en 1933, las otras dos eran SA-Mann Brand y Hans Westmar, y en enero de 1934 habían sido vistas por un millón de personas. 
El mensaje de la película se caracteriza por sus palabras finales, "La bandera significa más que la muerte"

## Recepción
Adolf Hitler, Rudolf Hess, Joseph Goebbels y otros altos funcionarios nazis asistieron al primer estreno en Múnich. Goebbels reflexionó sobre la película de la siguiente manera: "Si Hitlerjugend Quex representa el primer intento a gran escala de representar las ideas y el mundo del nacionalsocialismo con el arte del cine, entonces uno debe decir que este intento, dadas las posibilidades de la tecnología moderna, es un éxito completo". En enero de 1934 había sido visto por un millón de personas.
Hitlerjunge Quex ahora está clasificado en Alemania como una película Vorbehalts (película condicional), lo que significa que es ilegal mostrarlo fuera de eventos educativos cerrados guiados por un experto.

## El estudio de la cultura a distancia
La película fue utilizada por Gregory Bateson en 1943 en un ejemplo clásico de estudio de la cultura a distancia. Una parte de este estudio fue publicado como: "Un análisis de la película nazi Hitlerjunge Quex" en las páginas 331 a 348 de El estudio de la cultura a distancia, editado por Margaret Mead y Rhoda Metraux, Universidad de Chicago, 1953.